# Discografia de Ne-Yo
Este artigo fala sobre a discografia de Ne-Yo, um cantor de pop e R&B, compositor, produtor e dançarino americano.
Ne-Yo lançou seu primeiro disco em 2006 com 24 anos de idade, intitulado In My Own Words. O álbum fez sucesso com todas as quinze faixas. Gerou os singles "Stay", "So Sick", "When You're Mad" e "Sexy Love". Com este trabalho, Ne-Yo recebeu Disco de Platina, estreou na primeira posição da Billboard 200 e vendeu cerca de 300 mil cópias.
Em 2007 lançou o segundo disco, Because of You. Imitando o sucesso do primeiro, estreou também em primeiro lugar na Billboard 200, tornando-se o segundo álbum número um do cantor. Com os singles "Because of You", "Do You", "Can We Chill" e "Go On Girl", ele atingiu o topo de paradas pop sem maiores dificuldades. Como prova desta repercussão, o disco vendeu em torno de 250 mil cópias somente na primeira semana, e mais de um milhão e meio no mundo até hoje. No segundo semestre de 2008, lançou o seu terceiro disco chamado Year of the Gentleman, cujos singles são "Closer (canção de Ne-Yo)", "Miss Independent", "Single", "Mad (canção de Ne-Yo)" e "Part of the List".

## Álbuns

### Álbuns de Estúdio
| Título                                         | Detalhes do Álbum | Melhores Posições | Melhores Posições | Melhores Posições | Melhores Posições | Melhores Posições | Melhores Posições | Melhores Posições | Melhores Posições | Melhores Posições | Melhores Posições | Vendas                      | Certificações                                |
| Título                                         | Detalhes do Álbum | EUA               | US R&B            | AUS               | CAN               | FRA               | ALE               | IRL               | HOL               | NZ                | UK                | Vendas                      | Certificações                                |
| ---------------------------------------------- | --- | ----------------- | ----------------- | ----------------- | ----------------- | ----------------- | ----------------- | ----------------- | ----------------- | ----------------- | ----------------- | --------------------------- | -------------------------------------------- |
| In My Own Words                                | - 1º Álbum de estúdio - Lançamento: 28 de Fevereiro de 2006 - Gravadora(s): Def Jam - Formato(s): CD, download digital          | 1                 | 1                 | 41                | 9                 | 20                | 27                | 81                | 50                | 35                | 14                | - : 1,800,000 - : 4,000,000 | - : Platina - : Platina - : Ouro             |
| Because of You                                 | - 2º Álbum de estúdio - Lançamento: 25 de Abril de 2007 - Gravadora(s): Def Jam - Formato(s): CD, download digital              | 1                 | 1                 | 39                | 8                 | 175               | 54                | 34                | 30                | 34                | 6                 | - : 1,630,000 - : 3,000,000 | - : Platina - : Platina - : Prata            |
| Year of the Gentleman                          | - 3º Álbum de estúdio - Lançamento: 11 de Setembro de 2008 - Gravadora(s): Def Jam - Formato(s): CD, download digital           | 2                 | 1                 | 7                 | 4                 | 24                | 22                | 13                | 26                | 6                 | 2                 | - : 1,200,000 - : 2,500,000 | - : Ouro - : 2× Platina - : Platina - : Ouro |
| Libra Scale                                    | - 4º Álbum de estúdio - Lançamento: 27 de Outubro de 2010 - Gravadora(s): Universal, Def Jam - Formato(s): CD, download digital | 9                 | 4                 | 36                | 54                | 45                | 53                | 24                | 48                | —                 | 11                | - : 450,000 - : 1,000,000   | - : Ouro - : Prata                           |
| R.E.D.                                         | - 5º Álbum de estúdio - Lançamento: 6 de novembro de 2012 - Gravadora(s): Def Jam - Formato(s): CD, download digital            | 4                 | 1                 | 37                | 24                | 51                | 83                | 36                | 34                | —                 | 17                | - : 300,000 - : 750,000     | - : Prata                                    |
| Non-Fiction                                    | - 5º Álbum de estúdio - Lançamento: 27 de janeiro de 2015 - Gravadora(s): Compound, Motown - Formato(s): CD, download digital   | 5                 | 1                 | 25                | —                 | —                 | 75                | 78                | 44                | 29                | 16                | - : 200,000 - : 500,000     |                                              |
| Good Man                                       | - 5º Álbum de estúdio - Lançamento: 8 de junho de 2018 - Gravadora(s): Compound, Motown - Formato(s): CD, download digital      | 33                | 17                | —                 | —                 | —                 | —                 | —                 | —                 | —                 | —                 |                             |                                              |
| "—" denota itens que não entraram nas paradas. | |                   |                   |                   |                   |                   |                   |                   |                   |                   |                   |                             |                                              |

## Singles
| Ano  | Título                     | Posições | Posições | Posições | Posições | Posições | Posições | Posições | Posições | Posições | Posições | Certificações                              | Álbum                 |
| Ano  | Título                     | EUA      | UK       | IRL      | AUS      | NZ       | CAN      | ALE      | SUÍ      | HOL      | BRA      | Certificações                              | Álbum                 |
| ---- | -------------------------- | -------- | -------- | -------- | -------- | -------- | -------- | -------- | -------- | -------- | -------- | ------------------------------------------ | --------------------- |
| 2005 | "Stay" (feat. Peedi Peedi) | —        | —        | —        | —        | —        | —        | —        | —        | —        | —        |                                            | In My Own Words       |
| 2006 | "So Sick"                  | 1        | 1        | 2        | 4        | 2        | 4        | 11       | 5        | 11       | 1        | - : Platina - : Ouro                       | In My Own Words       |
| 2006 | "When You're Mad"          | 15       | —        | —        | 81       | —        | —        | —        | —        | —        | 102      |                                            | In My Own Words       |
| 2006 | "Sexy Love"                | 7        | 5        | 7        | 14       | 8        | —        | 28       | 29       | 30       | 1        | - : Ouro - : Platina - : Platina           | In My Own Words       |
| 2007 | "Because of You"           | 2        | 4        | 10       | 23       | 1        | 19       | 30       | 51       | 12       | 8        | - : Platina - : Ouro                       | Because of You        |
| 2007 | "Do You"                   | 26       | 100      | —        | —        | —        | —        | —        | —        | —        | 4        | - : Ouro                                   | Because of You        |
| 2007 | "Can We Chill"             | —        | 62       | —        | —        | —        | —        | —        | —        | —        | —        |                                            | Because of You        |
| 2007 | "Go On Girl"               | 96       | —        | —        | —        | —        | —        | —        | —        | —        | —        |                                            | Because of You        |
| 2008 | "Closer"                   | 7        | 1        | 3        | 8        | 3        | 19       | 4        | 17       | 12       | 5        | - : Platina - : Prata - : Ouro - : Platina | Year of the Gentleman |
| 2008 | "Miss Independent"         | 7        | 6        | 9        | 40       | 4        | 21       | 30       | 67       | —        | 3        | - : Platina - : 2× Platina                 | Year of the Gentleman |
| 2009 | "Mad"                      | 11       | 19       | 30       | —        | 5        | 23       | 27       | 36       | —        | 3        | - : Ouro - : Platina                       | Year of the Gentleman |
| 2009 | "Part Of The List"         | —        | —        | —        | —        | 132      | —        | —        | —        | —        | 87       |                                            | Year of the Gentleman |
| 2010 | "Beautiful Monster"        | 53       | 1        | 9        | 54       | 39       | 51       | 81       | 66       | 92       | 15       | - : Prata - : Ouro                         | Libra Scale           |
| 2010 | "Champagne Life"           | 75       | —        | —        | —        | —        | —        | —        | —        | —        | —        |                                            | Libra Scale           |
| 2010 | "One in a Million"         | 87       | 20       | —        | 73       | —        | —        | 112      | —        | —        | 81       |                                            | Libra Scale           |

### Participações
| Ano  | Título                                                                            | Posições | Posições | Posições | Posições | Posições | Posições | Posições | Posições | Posições | Álbum                     |
| Ano  | Título                                                                            | EUA      | RU       | IRL      | AUS      | NZ       | ALE      | SUÍ      | HOL      | BRA      | Álbum                     |
| ---- | --------------------------------------------------------------------------------- | -------- | -------- | -------- | -------- | -------- | -------- | -------- | -------- | -------- | ------------------------- |
| 2006 | "Back Like That" (Ghostface Killah feat. Ne-Yo)                                   | 61       | 46       | 48       | —        | —        | —        | —        | —        | —        | Fishscale                 |
| 2007 | "Make Me Better" (Fabolous feat.Ne-Yo)                                            | 8        | —        | —        | —        | —        | —        | —        | —        | —        | From Nothin' to Somethin' |
| 2007 | "Sexual Healing" (Sarah Connor feat. Ne-Yo)                                       | —        | —        | —        | —        | —        | 11       | 41       | —        | —        | Soulicious                |
| 2007 | "Hate That I Love You" (Rihanna feat. Ne-Yo)                                      | 7        | 15       | 13       | 14       | 6        | 11       | 13       | 9        | 8        | Good Girl Gone Bad        |
| 2008 | "Bust It Baby Pt. 2" (Plies feat. Ne-Yo)                                          | 7        | 81       | —        | —        | 9        | —        | —        | —        | 91       | Da Definition of Real     |
| 2008 | "Finer Things" (DJ Felli Fel feat. Ne-Yo, Kanye West, Jermaine Dupri, & Fabolous) | 101      | —        | —        | —        | —        | —        | —        | —        | —        | Go DJ!                    |
| 2008 | "Single" (New Kids on the Block feat. Ne-Yo)                                      | 107      | —        | —        | —        | —        | —        | —        | —        | —        | The Block                 |
| 2009 | "Knock You Down" (Keri Hilson, Kanye West feat. Ne-Yo)                            | 3        | 5        | 2        | 24       | 1        | —        | —        | 8        | 16       | In A Perfec World         |
| 2009 | "Be On You" (Flo Rida feat. Ne-Yo)                                                | 19       | 51       | —        | —        | 61       | —        | —        | —        | 11       | R.O.O.T.S.                |
| 2010 | "Baby By Me" (50 Cent feat. Ne-Yo)                                                | 28       | 17       | 32       | —        | 53       | —        | 26       | —        | 9        | Before I Self Destruct    |
| 2010 | "Angles Cry" (Mariah Carey feat. Ne-Yo)                                           | —        | —        | —        | —        | —        | —        | —        | —        | 57       | Angels Advocate           |